# Кенкарта

Кенкарта зовні

Кенкарта (Розпізнавча карта, нім. Kennkarte, пол. Karta Rozpoznawcza, Kennkarta) — основний документ, що засвідчував особу під час Третього Рейху, вперше впроваджений у липні 1938 року.
Кенкарта зазвичай отримувалась за допомогою відповідного офісу поліції. Для отримання кенкарти заявник мав заповнити заяву та надати свідоцтво про народження, у певних випадках свідоцтво про шлюб, а також зробити відбитки пальців. Кожен громадянин Німеччини мав мати при собі кенкарту і пред'явити її при зіткненні з чиновниками або поліцією.

## Кенкарта на окупованих територіях

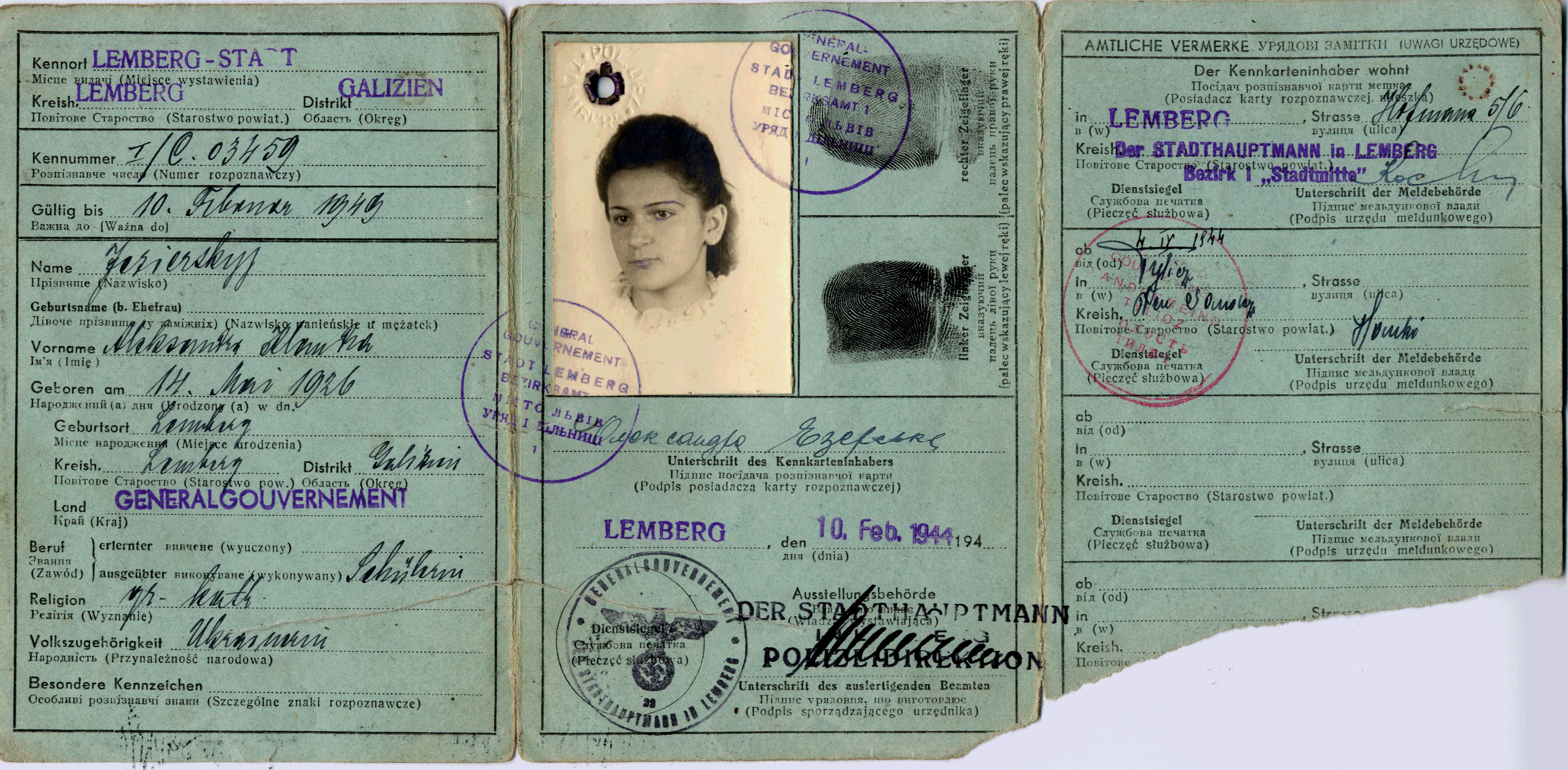
Кенкарта видана німецькою владою українці. Документ використовує три мови: німецьку, українську і польську

Кенкарта була двостороння розміром 30 на 14 сантиметрів і складалася з трьох частин. На Кенкартах були фотографія та відбитки пальців, зазначено прізвище та ім'я, місце народження, місце прописки, місце праці власника.
Під час Другої світової війні з 1941 по 1945 рік Німеччина також видавала кенкарти деяким громадянам завойованих країн. Ці кенкарти були різного кольору залежно від етнічності носія. Для поляків, наприклад, вони були сірі як для німців, для євреїв і циганів — жовті, для росіян, українців, білорусів, ґуралів, грузинів — сині. Крім того, були введені літери: J — для євреїв, R — для росіян, U — для українців, Вт — для білорусів, К — для грузинів, G — для гуралів, Z — для циган. Для отримання сірої кенкарти поляки мали робити офіційну заяву про свою арійську етнічну належність.
Інші важливі документи в окупованих нацистами країнах включали:
- Ausweis, Arbeitskarte, Bescheinigung — видавалися на робочому місці.
- Erlaubniskarte — видавалися працівникам розважального сектору.